# The London Boys
The London Boys is een nummer van de Britse muzikant David Bowie, uitgebracht in 1966 op de B-kant van zijn single "Rubber Band". In 1975 werd het nummer in Frankrijk op zichzelf uitgebracht op single.

## Achtergrond
Het nummer werd oorspronkelijk aan het eind van 1965 opgenomen onder de titel "Now You've Met the London Boys" en was bedoeld om op de A-kant van een single te verschijnen, maar in plaats hiervan werd gekozen voor het nummer "Can't Help Thinking About Me". Een jaar later nam Bowie het nummer opnieuw op als B-kant van "Rubber Band". Er waren ook plannen om het nummer uit te brengen in de Verenigde Staten, maar hier werd van afgezien omdat het veel verwijzingen naar drugs bevat en in plaats hiervan werd gekozen voor "There Is a Happy Land". In 1973 wilde Bowie het nummer opnieuw opnemen voor zijn album Pin Ups als een serie fragmenten om een verhaal te creëren tussen de andere nummers op het album.
In 1997 werd het nummer gerepeteerd voor Bowie's concert voor de BBC om zijn vijftigste verjaardag te vieren, maar in 2000 werd het nummer tijdens de Mini Tour voor het eerst live ten gehore gebracht. Een jaar later nam Bowie het nummer opnieuw op voor zijn album Toy, dat nooit officieel werd uitgebracht en in 2011 op het internet lekte.

## Muzikanten
- David Bowie: zang, gitaar
- Derek Boyes: orgel
- Dek Fearnley: basgitaar
- John Eager: drums